# Šiatorská Bukovinka
Šiatorská Bukovinka (em húngaro: Sátorosbánya) é um município da Eslováquia, situado no distrito de Lučenec, na região de Banská Bystrica. Tem 21,6 km² de área e sua população em 2018 foi estimada em 293 habitantes.

## Demografia
| Ano:        | 1994 | 2004    | 2014   | 2024    |
| ----------- | ---- | ------- | ------ | ------- |
| Broj ljudi: | 371  | 333     | 318    | 262     |
| Razlika:    |      | -10,24% | -4,50% | -17,61% |

| Ano:               | 2023 | 2024   |
| ------------------ | ---- | ------ |
| Número de pessoas: | 268  | 262    |
| Diferença:         |      | -2,23% |